# Charles-Gilbert de La Chapelle
Le lieutenant-colonel Charles-Gilbert de la Chapelle (1914-2000) est un officier de cavalerie français qui a combattu durant la Seconde Guerre mondiale, la guerre d'Indochine et la guerre d'Algérie. Alors qu'il occupe les fonctions de chef de corps du 1er régiment étranger de cavalerie, il participe au putsch des généraux, à la suite duquel il est emprisonné.

## Biographie

### Jeunesse et famille
Charles-Gilbert de la Chapelle naît le 16 août 1914 dans une famille de militaires. Son enfance se partage entre ses grands-parents à Loisy et Marcy-l'Étoile d'une part et d'autre part Mayence, où son père est en garnison. Il fait ensuite ses études au collège jésuite Notre-Dame-de-Mongré.
Le 8 avril 1949, il épouse Adalberte Vallet de Villeneuve à la mairie du 15e arrondissement de Paris. Ils auront ensemble 13 enfants.

### Carrière militaire
Il s'engage dans l'armée en 1934, et participe à la Seconde Guerre mondiale et à la guerre d'Indochine.
À la fin des années 1946-1950 & 1958-1960, il devient instructeur militaire à l'École de cavalerie de Saumur qu'il avait fréquentée en tant qu'élève-officier. En août 1960, il est nommé chef de corps du 1er régiment étranger de cavalerie. Ce dernier est alors affecté à Khenchela, près de Tébessa, en Algérie.

### Putsch d'avril 1961
Dès le 9 mars 1961, il confie au colonel Antoine Argoud, l'un des organisateurs du putsch, sa détermination à le seconder dans le soulèvement.
Il est chargé d'effectuer les préparatifs du putsch dans la région de Constantine, où son régiment est basé. Il contacte notamment les colonels Masselot, Lecomte et Lenoir pour s'assurer du soutien de leurs régiments parachutistes. Le général Paul Ducournau, commandant de la zone Sud constantinoise à Batna, refuse de se compromettre en rencontrant La Chapelle et part en permission en métropole.
Quand Argould atterrit à Aïn El Bey, le 20 avril 1961 à 13h30, La Chapelle se place sous son commandement. Le retard d'une journée du déclenchement du putsch oblige son régiment à participer une manœuvre militaire le 21 avril à Youks-les-Bains pour donner le change. À 16h, le 1er REC abandonne l'opération et se dirige vers Aïn M'lila pour faire jonction avec les autres régiments rebelles, et est donc la première unité militaire à participer au putsch. Simultanément, La Chapelle conduit Argoud à Constantine dans le but d'obtenir une entrevue avec le général Marie-Michel Gouraud, commandant du corps d'armée de Constantine, dans le but de le rallier. Les deux officiers arrivent sur place à 17h30, et sur les instances de La Chapelle, Gouraud accepte de recevoir Argould dans son bureau au palais Ahmed Bey à 19h. Le colonel le met au courant du putsch imminent et lui demande son ralliement. Le général, gagné à la cause de l'Algérie française mais incertain sur la réussite du coup, refuse de choisir son camp. De retour à Ain M'lila, La Chapelle et Argould sont rejoints dans la nuit par le 1er REC et le bataillon des harkis des Aurès du commandant Guizien, puis au matin par les 14e RCP et 18e RCP. Le colonel Lenoir — contrairement à ses engagements auprès de La Chapelle — ne se joint pas aux rebelles, les privant du soutien du 8e RPIMa.
Le 22 avril, les quatre régiments entament leur marche vers Alger, tout d'abord sous le commandement d'Argould, puis sous celui de La Chapelle quand Argould sera envoyé en mission à Oran pour faire plier le général de Pouilly.
À la suite de l'échec du putsch, La Chapelle se rend aux troupes loyalistes le 25 avril, en même temps que les généraux André Zeller et Maurice Challe. Il refuse à cette occasion d'abandonner l'armement de son régiment à l'Organisation de l'armée secrète du général Raoul Salan.
Il est interné en mai à la prison de la Santé en même temps que le lieutenant-colonel Masselot commandant du 18e RCP, le lieutenant-colonel Lecomte commandant du 14e RCP et le commandant Cabiro.

### Prison et fin de vie
Le 4 aout 1961, il est transféré à la prison de Tulle, devenant l'un des premiers détenus politiques du nouveau centre pénitentiaire. Durant sa détention à la prison de Tulle, il prend clandestinement des photos, dont certaines fuitent dans Paris Match. Le gouvernement s'en émeut et les gardiens procèdent à des fouilles généralisées de la prison pour retrouver l'appareil photo.
Le lieutenant-colonel de la Chapelle est transféré par hélicoptère du 21 mars au 11 juillet 1962 à la prison des Baumettes en raison de la découverte de préparatifs d'évasion destinés à libérer les généraux André Zeller et Maurice Challe. Il nie par la suite avoir planifié ce projet d'évasion. Il est ensuite déplacé au centre pénitentiaire de Fresnes pour y subir une opération chirurgicale. Finalement transféré à nouveau à la prison de Tulle, il est libéré en juillet 1965.
Il travaille ensuite pour Berliet à Lyon, dans les travaux publics, puis dans une entreprise française de matériaux installée en Iran. Il décède le 15 avril 2000 à Saint-Ythaire.

## Distinctions

### Décorations
Charles-Gilbert de la Chapelle est titulaire des distinctions suivantes :
- : Officier de la Légion d'honneur (1954) du fait de sa participation à la guerre d'Indochine
  -  : Chevalier de la Légion d'honneur (1940) sous-lieutenant
- : Croix de guerre 1939-1945 (3 citations) ;
- : Croix de guerre des Théâtres d'opérations extérieurs (5 citations) ;
- : Croix de la Valeur militaire (2 citations) ;
- : Officier de l'Ordre royal du Cambodge, décoration remise en 1949 par le roi Norodom Sihanouk ;
- : Médaille des blessés de guerre ;
- : Médaille de la jeunesse et des sports.

### Hommage
Le 7 juin 2019, la municipalité d'Orange rend hommage au lieutenant-colonel de La Chapelle en nommant un rond-point sur la Route nationale 7 à sa mémoire, en présence de sa veuve et de huit de leurs treize enfants. Un détachement de légionnaires du 1er REC fait également le déplacement pour honorer leur ancien chef de corps.
Le maire, Jacques Bompard, souligne : « En nous souvenant du lieutenant-colonel de La Chapelle, cavalier et légionnaire émérite, nous promouvons une certaine conception du monde : celle des hommes d'honneur, celle des derniers chevaliers. [...] [Il faut] saisir à quel point ces militaires ont tenté de maintenir la gloire des armes françaises et l'esprit civilisateur qui les a toujours portés. [...] La volonté de ces hommes n'a jamais été d'asservir les peuples mais au contraire de servir ceux qui leur avaient fait confiance. En Algérie, comme en Indochine, le sentiment de la défaite et d'avoir été sacrifié pour rien était très fort. »
« Le colonel de La Chapelle (…), avec une famille de 14 enfants vivants, a fait le putsch sans poser de questions. (…) Alors que j’ai eu combien de camarades qui m’ont dit : ah, si on n’avait pas un enfant, si on n’avait pas d’enfants, on vous suivrait. Faites la comparaison ! »
(colonel Antoine Argoud, 1987)